# Paolo Sforza, marchese di Proceno
Paolo Sforza, marchese di Proceno, indicato anche come Paolo II Sforza di Proceno (Proceno, 12 giugno 1602 – Proceno, 12 settembre 1669), è stato un nobile e militare italiano.

## Biografia
Nato a Proceno, nel Lazio, il 12 giugno 1602, Paolo era figlio secondogenito di Alessandro I Sforza, XIV conte di Santa Fiora, e di sua moglie Eleonora Orsini. Era quindi fratello del conte Mario II Sforza di Santa Fiora e per parte di sua madre pronipote diretto di Cosimo I de' Medici, granduca di Toscana, nonché discendente diretto dai figli illegittimi di papa Giulio II e Paolo III.
La sua condizione di figlio secondogenito, lo pose in secondo piano per quanto riguarda la successione ai titoli paterni e per questo suo padre, ancora giovanissimo, lo avviò nel 1609 a studiare presso il Collegio Romano gestito dei gesuiti, dove riuscì ad eccellere in particolare nello studio delle lettere.
Venne colpito da una malattia dalla quale però riuscì a sopravvivere e per questo fece voto di prendere l'abito del Sovrano Militare Ordine di Malta, venendo dal padre investito anche del feudo di Proceno col titolo di marchese. Data però la situazione precaria del patrimonio della sua famiglia, con suo fratello ammogliato e con un solo figlio, Ludovico, nel 1639 decise di prendere moglie sposando la nobildonna romana Isabella Bentivoglio Mattei, la quale però morì due anni dopo senza che i due avessero avuto figli. Si risposò dunque con Olimpia Cesi, figlia del nobile e scienziato Federico Cesi, la cui dote (calcolata nella strabiliante somma di 100.000 scudi e che univa il patrimonio di sua madre Isabella Salviati con i beni del primo defunto marito, Ludovico Lante della Rovere) risollevò notevolmente le finanze della sua famiglia.
Tra il 1629 e il 1634 fece completare i lavori di edificazione della Villa Sforza ai Quattro Cantoni nel rione Monti, lavori per farne la sua villa suburbana.
Come l'antenato omonimo, pur non più sotto le insegne dell'Ordine di Malta, si diede alla carriera militare per l'esercito di terra della Repubblica di Venezia, sino a raggiungere il grado di generale.
Morì il 12 settembre 1669 a Proceno e venne sepolto nella chiesa dei cappuccini di Acquapendente.

## Matrimonio e figli
Sposò in prime nozze nel 1639 Isabella Bentivoglio Mattei (c. 1616-11 maggio 1641), figlia di Ferrante Bentivoglio, marchese di Gualtieri e Magliano, e di Eleonora Mattei.
Si risposò dunque nel 1642 con Olimpia Cesi, figlia di Federico Cesi, duca di Acquasparta, e di Isabella Salviati, già vedova del Marchese Ludovico Lante. Ebbero i seguenti figli:
- Francesco I (1643-1707), XVII conte di Santa Fiora, sposò Dorotea Tocco
- Massimiliano (m. 1668), canonico della basilica di San Pietro in Vaticano
- Federico III (1651-1712), I principe di Genzano, XVIII conte di Santa Fiora, sposò Livia Cesarini
- Alessandro
- Antonio (m. 1696), poeta
- Caterina (1644-1º giugno 1698[4]), sposò (1663) Francesco Maria Salviati, II duca di Giuliano
- Maria, monaca del monastero di Santa Caterina in Siena

## Albero genealogico
|                                                                               |                 |                                       | Genitori                                  |  |  | Nonni |  |  | Bisnonni                                                 |  |  | Trisnonni                                               |  |
|                                                                               |                 |                                       |                                           |  |  |       |  |  | Mario I Sforza di Santa Fiora, XIII conte di Santa Fiora |  |  | Bosio II Sforza di Santa Fiora, XI conte di Santa Fiora |  |
|                                                                               |                 |                                       |                                           |  |  |       |  |  | Mario I Sforza di Santa Fiora, XIII conte di Santa Fiora |  |  | Bosio II Sforza di Santa Fiora, XI conte di Santa Fiora |  |
|                                                                               |                 | Costanza Farnese                      |                                           |  |  |       |  |  | Mario I Sforza di Santa Fiora, XIII conte di Santa Fiora |  |  |                                                         |  |
| Federico Sforza di Santa Fiora, signore di Valmontone                         |                 |                                       |                                           |  |  |       |  |  | Mario I Sforza di Santa Fiora, XIII conte di Santa Fiora |  |  |                                                         |  |
|                                                                               |                 | Fulvia Conti                          | Giovanni Battista Conti, I conte di Segni |  |  |       |  |  |                                                          |  |  |                                                         |  |
|                                                                               |                 | Fulvia Conti                          | Giovanni Battista Conti, I conte di Segni |  |  |       |  |  |                                                          |  |  |                                                         |  |
|                                                                               |                 | Fulvia Conti                          | Livia Colonna                             |  |  |       |  |  |                                                          |  |  |                                                         |  |
| Alessandro I Sforza di Santa Fiora, XIV conte di Santa Fiora, I duca di Segni |                 | Fulvia Conti                          |                                           |  |  |       |  |  |                                                          |  |  |                                                         |  |
|                                                                               |                 | Virginio Orsini, I duca di San Gemini | Ferdinando Orsini, V duca di Gravina      |  |  |       |  |  |                                                          |  |  |                                                         |  |
|                                                                               |                 | Virginio Orsini, I duca di San Gemini | Ferdinando Orsini, V duca di Gravina      |  |  |       |  |  |                                                          |  |  |                                                         |  |
|                                                                               |                 | Virginio Orsini, I duca di San Gemini | Beatrice Ferrillo                         |  |  |       |  |  |                                                          |  |  |                                                         |  |
| Beatrice Orsini di San Gemini                                                 |                 | Virginio Orsini, I duca di San Gemini |                                           |  |  |       |  |  |                                                          |  |  |                                                         |  |
|                                                                               |                 | Ersilia Orsini di Pitigliano          | Ludovico Orsini, VII conte di Pitigliano  |  |  |       |  |  |                                                          |  |  |                                                         |  |
|                                                                               |                 | Ersilia Orsini di Pitigliano          | Ludovico Orsini, VII conte di Pitigliano  |  |  |       |  |  |                                                          |  |  |                                                         |  |
|                                                                               |                 | Ersilia Orsini di Pitigliano          | Giulia Conti                              |  |  |       |  |  |                                                          |  |  |                                                         |  |
| Paolo Sforza, marchese di Proceno                                             |                 | Ersilia Orsini di Pitigliano          |                                           |  |  |       |  |  |                                                          |  |  |                                                         |  |
|                                                                               | Girolamo Orsini | Giovanni Giordano Orsini              |                                           |  |  |       |  |  |                                                          |  |  |                                                         |  |
|                                                                               | Girolamo Orsini | Giovanni Giordano Orsini              |                                           |  |  |       |  |  |                                                          |  |  |                                                         |  |
|                                                                               | Girolamo Orsini | Felice Della Rovere                   |                                           |  |  |       |  |  |                                                          |  |  |                                                         |  |
| Paolo Giordano I Orsini, I duca di Bracciano                                  | Girolamo Orsini |                                       |                                           |  |  |       |  |  |                                                          |  |  |                                                         |  |
|                                                                               |                 | Francesca Sforza di Santa Fiora       | Bosio II Sforza di Santa Fiora            |  |  |       |  |  |                                                          |  |  |                                                         |  |
|                                                                               |                 | Francesca Sforza di Santa Fiora       | Bosio II Sforza di Santa Fiora            |  |  |       |  |  |                                                          |  |  |                                                         |  |
|                                                                               |                 | Francesca Sforza di Santa Fiora       | Costanza Farnese                          |  |  |       |  |  |                                                          |  |  |                                                         |  |
| Eleonora Orsini di Bracciano                                                  |                 | Francesca Sforza di Santa Fiora       |                                           |  |  |       |  |  |                                                          |  |  |                                                         |  |
|                                                                               |                 | Cosimo I de' Medici                   | Giovanni dalle Bande Nere                 |  |  |       |  |  |                                                          |  |  |                                                         |  |
|                                                                               |                 | Cosimo I de' Medici                   | Giovanni dalle Bande Nere                 |  |  |       |  |  |                                                          |  |  |                                                         |  |
|                                                                               |                 | Cosimo I de' Medici                   | Maria Salviati                            |  |  |       |  |  |                                                          |  |  |                                                         |  |
| Isabella de' Medici                                                           |                 | Cosimo I de' Medici                   |                                           |  |  |       |  |  |                                                          |  |  |                                                         |  |
|                                                                               |                 | Eleonora di Toledo                    | Pedro Álvarez de Toledo y Zúñiga          |  |  |       |  |  |                                                          |  |  |                                                         |  |
|                                                                               |                 | Eleonora di Toledo                    | Pedro Álvarez de Toledo y Zúñiga          |  |  |       |  |  |                                                          |  |  |                                                         |  |
|                                                                               |                 | Eleonora di Toledo                    | María Osorio y Pimentel                   |  |  |       |  |  |                                                          |  |  |                                                         |  |
|                                                                               |                 | Eleonora di Toledo                    |                                           |  |  |       |  |  |                                                          |  |  |                                                         |  |